# كأس الاتحاد 1989
كأس الاتحاد 1989 هو الموسم 27 من  كأس فيد. أقيم خلال الفترة 1 أكتوبر 1989 وحتى 9 أكتوبر 1989، وفاز فيه منتخب الولايات المتحدة لكأس فيد.